# جاك ويسدوم
جاك ويسدوم (بالإنجليزية: Jack Wisdom) (و. 1953 – م) هو عالم فلك، وفيزيائي، وأستاذ جامعي من الولايات المتحدة الأمريكية . ولد في لوبوك، تكساس.
وهو عضواً في الأكاديمية الوطنية للعلوم، والأكاديمية الأمريكية للفنون والعلوم .

## التعليم
تعلم في معهد كاليفورنيا للتقنية، وجامعة رايس

## مناصب وهيئات
أدار معهد ماساتشوست للتكنولوجيا.

## جوائز
حصل على جوائز منها:
- جائزة هلين ب. وارنر لعلم الفلك (1987)
- زمالة ماك آرثر.